# Johann Gottfried Büring
Johann Gottfried Büring (né en 1723 à Berlin ou Hambourg et mort après 1788) est un architecte de la cour prussienne de la fin de l'époque baroque, qui travaille principalement à Potsdam. Il est l'un des artistes les plus importants du Rococo frédéricien.

## Biographie
Johann Gottfried Büring, fils du charpentier de la cour Johann Andreas Adam Büring, qui travaille à Berlin, suit une formation d'architecte sous l'impression des œuvres de Knobelsdorff. Il acquiert ses connaissances structurelles à Berlin auprès du peintre et graveur Constantin Friedrich Blesendorf (de), qui enseigne la géométrie et la perspective à l'Académie royale prussienne des arts et des sciences mécaniques, et du conseiller de guerre et de domaine Johann Carl Stoltze (de), qui agit également en tant que chef directeur du bâtiment, et vraisemblablement avec le maître d' œuvre et directeur en chef du bâtiment Titus de Favre (de).
Après avoir terminé sa formation, il travaille comme conducteur à la régie du bâtiment de Potsdam et, en 1744, participe avec Friedrich Wilhelm Dieterichs et Carl Ludwig Hildebrandt (de) au terrassement du vignoble du château de Sanssouci. Büring retourne ensuite à Berlin, où, en collaboration avec Jan Bouman, il supervise la construction de la cathédrale Sainte-Edwige, qui est construite selon les plans de Georg Wenzeslaus von Knobelsdorff et Jean-Laurent Legeay. Son père lui permet de faire un voyage d'études pour poursuivre ses études, qui le conduit dans les états italiens et en France en 1748. Cependant, il ne retourne pas en Prusse par la suite, mais s'installe à Hambourg. En 1751, il est nommé membre honoraire de l'Académie royale prussienne des arts et des sciences mécaniques.
Sur la recommandation de Carl Ludwig Hildebrandt, Büring suit l'appel de Frédéric II en 1754, qui s'est fixé pour objectif d'embellir architecturalement sa seconde ville résidentielle. Pour le projet, qui est financé par le roi, un bureau de palais de justice séparé, le Baucomptoir, est installé dans l'aile est du château de la ville en 1752. Il est immédiatement subordonné au monarque et doit être géré conformément à ses règlements par trois directeurs de travaux qui se contrôlent mutuellement. En l'absence d'architectes renommés à Potsdam, cela n'a cependant pas pu être mis en œuvre immédiatement, de sorte que le Baucomptoir est d'abord dirigé par Georg Wenzeslaus von Knobelsdorff et Jan Bouman, puis par Hildebrandt et Büring à partir de 1755.
La première construction de Johann Gottfried Büring à Potsdam date de 1754 avec le bâtiment de la direction de la manufacture de fusils, qui n'a pas été conservé, situé à l'angle de la Breite Straße et de l'An der Gewehrfabrik, aujourd'hui Hoffbauerstraße. La particularité de ce bâtiment, appelé localement Ochsenkopfhaus (« maison de la tête de bœuf »), n'est pas la copie de la façade d'un bâtiment historique, souvent réalisée à Potsdam, mais un bucrane-architrave avec 22 crânes de bovins appariés en grès, créé par le sculpteur Johann Peter Benkert (de).
En plus de Hildebrandt, Büring gère de nombreux projets de construction pour le roi et, selon ses spécifications, produit des plans pour des bâtiments résidentiels simples avec des façades de palais représentatives basées sur des modèles historiques, communément appelés Vorhemdchen. Ainsi, pour la maison d'habitation du palefrenier Kahler Am Neuer Markt (de) 5, conçue par Büring en 1755, Frédéric II prend pour modèle la façade du Palazzo Thiene à Vicence, d'après la gravure de I Qvattro Libri Dell'Architettvra (Les quatre livres de l'architecture) de Palladio. De plus, les maisons de Breite Straße 22, 23 et 24 sont construites en 1755-1756 selon ses plans. Sur la base de croquis de Frédéric II, Büring élabore également des plans de reconstruction de la porte de Nauen dans le style néo-gothique, pour lesquels le roi utilise probablement comme modèle une gravure sur cuivre du château d'Inveraray en Écosse.
Avec le début de la guerre de Sept Ans, les travaux de construction sont sévèrement réduits ou arrêtés à partir de 1756. Cela n'affecte pas seulement les bâtiments immédiats, mais aussi les projets du parc Sanssouci. Les travaux de la galerie de tableaux (de), commencés en 1755 d'après les plans de Büring et calqués sur les « maisons de plaisance » françaises et le pavillon de jardin de maison chinoise (de), se poursuivent jusqu'après la fin de la guerre, qui a une issue favorable pour la Prusse, et n'est pas terminé avant 1764. De plus, Frédéric II fait construire le Nouveau Palais du côté ouest du parc à partir de 1763. En coopération avec l'architecte Heinrich Ludwig Manger (de), Büring joue un rôle clé dans la conception et les ébauches de ce château d'hôtes, sur lequel il commence à travailler peu après son arrivée à Potsdam. Cependant, il ne supervise plus lui-même les travaux de construction. Carl von Gontard, venu de Bayreuth, se voit confier cette tâche. Après les travaux de terrassement du Nouveau Palais, Büring se comporte comme de nombreux agents du bâtiment à l'époque de Frédéric II. Après des disputes avec le roi, qui l'accuse d'irrégularités comptables, Büring tombe en disgrâce et est arrêté en 1764. La même année, il parvient à s'échapper vers l'électorat de Saxe, où il séjourne à Eisleben et dans d'autres villes saxonnes. Après que Frédéric-Guillaume II est monté sur le trône, Büring demande son retour en Prusse, ce que le roi approuve. Malgré l'autorisation, cependant, il ne revient qu'en 1788 et est depuis considéré comme perdu. En 1996, la ville de Potsdam lui rend hommage avec la Büringstrasse dans le quartier résidentiel de Kirchsteigfeld.
On sait de sa vie privée qu'il acquit en 1756 ce que l'on appelle le Büringsche Vorwerk, un terrain qui, à l'époque frédéricienne, jouxte le parc de Sanssouci au sud-ouest. Entre 1756 et 1758, il fait construire sur ce terrain une maison d'habitation avec des bâtiments agricoles, sur l'emplacement de laquelle est érigé le château de Charlottenhof à partir de 1826. Lui-même habitait jusqu'alors dans la maison détruite en 1945 de la Kiezstraße 23, qui est occupée après lui par Carl von Gontard. Sa femme Margarethe est décédée peu de temps avant son départ de Potsdam le 26 décembre 1763 et est inhumée au cimetière de Bornstedt.